# Біллі Маєр
«Біллі» Едуард Альберт Маєр (англ. Billy Meier; 3 лютого 1937 року) — житель Швейцарії, автор багатьох фотографій НЛО, які він надає як доказ своїх тверджень, що є контактером з позаземними істотами з п'ятирічного віку. Крім цього, він також надавав інші матеріали протягом 1970-х років: зразки металу, звукозапису та відзнятий кіноматеріал. Маєр повідомляв про регулярні контакти з інопланетянами, яких він називає плеярянами. Маєр заявляє, що плеяряни сходяться з людьми (нордичні прибульці), що рідний світ плеярянів називається Ерра і що він розташований у вимірі, що є частиною іншого, зміщеного з нашого особистого виміру, за 80 світлових років від розсіяного зоряного скупчення Плеяди. До 1995 року Маєр називав плеярянів плеядіанцями.

## Біографія
Народився в Бюлахі в нижній частині Цюріхського кантону. У підлітковому віці приєднався до французькому Іноземному легіону, але, за чутками, незабаром залишив службу і повернувся додому. У пошуках духовного розвитку багато подорожував по світу, за 12 років об'їздив 40 країн. В 1965 році, перебуваючи в Туреччині, потрапив в автокатастрофу, в результаті якої втратив ліву руку. В 1966 році познайомився з гречанкою Калліопі Зафіра, одружився з нею, в шлюбі народилося троє дітей. Прізвисько «Біллі» з'явилося завдяки його другові-американцю, він говорив, що ковбойський стиль Маєра нагадує йому Біллі Кіда.
Маєр зібрав велику колекцію фотографій космічних кораблів (які він називає променевими кораблями) і фотографії інопланетян (плеярян). Маєр заявляє, що плеяряне дали йому дозвіл фотографувати і знімати фільми про їх променеві корабі, тому він зміг опублікувати деякі докази їх позаземних відвідувань. Заяви Маєра як приймаються, так і оскаржуються скептиками і уфологами. Маєр почав публікувати свої фотографії в 1970-х. Його фотографії були опубліковані в різних газетах і журналах, таких як «Quick», «Blick», «Argosy UFO» і «Il Giornale dei Misteri». Фотографії Маєра включають зображення металевих дисків, що летять над швейцарською сільською місцевістю, стикування кораблів «Союз» і «Аполлон», небесні об'єкти з позаземних точок зору, картини доісторичної Землі і спустошеного майбутнього.

## Контактер
«Біллі» Едуард Альберт Маєр заявляв, що перший позаземний контакт стався з ним в 1942 році, коли йому було п'ять років. З ним зустрівся літній інопланетянин на ім'я Сфатх. Контакти з Сфатхом тривали до 1953 року, потім Сфатх помер. З 1953 по 1964 рік, Маєр контактував з інопланетянкою, званою Аскет, яка не була плеярянкою. Маєр казав, що після одинадцятирічної перерви контакти знову продовжилися (розпочавшись знову 28 січня 1975 року) з інопланетянкою Семьясе (Semjase), онукою Сфатха. Маєр говорив, що він також мав численні контакти з іншим плеярянином на ім'я Птааг, контакти почалися в 1975 році, і тривають в даний час.
Маєр заявляв, що також відвідував інші світи і галактики, інший всесвіт разом з інопланетянами. Йому було доручено записати свої бесіди з різними інопланетянами. Більшість розмов було опубліковано на німецькій мові. З цих бесід були складені книги «Contact Notes» («Contact Reports»). В даний час опубліковано 26 томів «Contact Reports» (під заголовком «Plejadisch-Plejarische Kontaktberichte»). Деякі з цих книг були перекладені англійською, зазнали редагування і скорочення і були опубліковані в чотиритомнику «Message from the Pleiades: The Contact Notes of Eduard Billy Meier» (який став бібліографічною рідкістю), дослідником Маєра Венделла К. Стивенсом. Також Бенджаміном Стівенсом були опубліковані доповіді англійською про контакти, вони не зазнали редагування. Дискусії Маєра з плеярянами дуже докладні і охоплюють широке коло питань від духовності і життя після смерті до небезпек від панівних релігій, історії людства, науки і астрономічних явищ, небезпек для екології і навколишнього середовища, викликаних світовим перенаселенням, на додаток до пророцтв і пророкувань прийдешніх подій.
Деякі люди, такі як Пенні Маклін (Penny McLean), Барбари Хенд Клау (Barbara Hand Clow), Барбари Марцініак (Barbara Marciniak), Аморі Гуаньін (Amorah Quan Yin), стверджували що також бували на Плеядах і підтверджували слова Біллі Маєра (всього близько 40 осіб). Багато з них пізніше написали книги. Сам же Маєр критикував цих людей, і називав їх шарлатанами.

### Книги та заяви
Маєр написав близько 40 книг і додатково понад 6 тис. сторінок доповідей про контакти, всі матеріали доступні на німецькому. Хоча дуже мало з його робіт були перекладені англійською, останній переклад Goblet of The Truth доступний у форматі PDF.
Деякі з його заяв:
- Наше Сонце має темного двійника, розташованого на віддалі в один світловий рік. Таким чином, ми живемо в системі подвійної зорі[17].
- У всесвіті — 280 хімічних елементів, але відповідно до закону творіння жодна одиночна зірка не може містити всі 280[18].
- Сусідня населена система розташована за 5 світлових років від Землі. Різні світи цієї системи населені людиноподібними формами життя. Одна з планет цієї системи називається Акарт. На цих планетах діє інша «конфігурація зоряного часу», відмінна від нашої, і тому вона не може бути видна з Землі[19].
- В нашій Сонячній системі була ще одна планета під назвою Малона, зруйнована своїми мешканцями. Пояс астероїдів складається з її залишків[20].
- Наш всесвіт нараховує 46 трлн років, а не мільярди[21].

Книга «Talmud Jmmanuel», заснована на перекладі древніх арамейських записів, імовірно знайдених Маєром і Ісою Рашидом в могилі на південь від Старого міста (Єрусалим), нібито містить оригінальне вчення і життєпис чоловіка на ім'я Іммануїл (якого історики і християни називають Ісусом Христом).

### Критика
Діяльність Маєра оцінюється як уфологами, так і скептиками вкрай неоднозначно. Зокрема, деякі скептики неодноразово виступали з доказами того, що опубліковані ним фотографії є підробленими, а багато розповідаються їм відомості про інопланетян виглядають занадто схожими на перекази сюжетів науково-фантастичних творів. Колишня дружина Маєра в своєму інтерв'ю також стверджувала, що всі історії і фотографії Маєра є вигадкою і що вона допомагала йому в їх створенні.
Дослідження наданого їм зразка «інопланетного металу» привернули увагу ЗМІ: який проводив перші досліди з ним хімік Марсель Фогель (на рубежі 1970-х-1980-х років) писав про знахідку в ньому тулію в унікальній формі, але згодом сам зразок був втрачений. Незалежна дослідницька група, яка проводила вивчення збережених відеоматеріалів з зразком, прийшла до висновку, що в ньому немає нічого незвичайного: замість тулію в його складі був виявлений алюміній, а сама його форма цілком могла бути отримана існуючими інструментами.
Фотографії, фільми, звукозаписи і сама особистість Маєра стали темою дослідження Венделла Стівенса і його американської команди експертів-аналітиків, що тривав понад 5 років. Розслідування стало темою документального фільму 1982 року (реж. Ларрі Савадов) «Contact». Стівенс і його команда застосували широкий ряд дослідницьких методів, включаючи фотограмметрію і комп'ютерний аналіз фотографій, тональний і динамічний аналіз записаних звуків, відтворення моделей і великі перевірки на поліграфі Маєра і його знайомих.
Аналіз фотографій і фільмів Маєра був зроблений в кінці 1970-х, коли Маєр почав публікувати свої фотографії. У 1978 році фізик Ніл М. Девіс з «Design Technology» (Поуей, штат Каліфорнія) написав доповідь «Preliminary Photo Analysis» відбив результати перевірки однієї з суперечливих фотографій Маєра. При аналізі використовувалися мікроскопічне дослідження, дослідження контурної щільності ділянок, пошук наявності подвійної експозиції, фотомакетування або зйомки підвішеної моделі з короткої відстані. Доповідь містила заяву «ніяких доказів містифікації не виявлено» і висновок: «При проведенні обстеження паперу я не зміг знайти привід вважати, що об'єкт на фотографіях є чимось іншим, окрім як великим об'єктом, сфотографованим з відстані на камеру». Вони також відзначають, що опублікована у пресі фотографія є вторинною і більш детальний аналіз може бути виконаний тільки на оригіналі.

## Особисте життя
Подружні стосунки Маєра і його дружини Калліопи закінчилися на скандальній ноті, і в 1997 році Калліопа заявила в інтерв'ю, що фото НЛО схожі на моделі, зроблені самим Маєром з кришок сміттєвих відер, килимових цвяхів й інших об'єктів домашнього господарства, і що його історії про пригоди з інопланетянами повністю вигадані. Дружина Маєра погодилася з інтерв'юером, що має погану репутацію НЛО у вигляді весільного торта схожий на кришку сміттєвого контейнера. Вона також заявила, що одне із зображень «позаземної жінки» — всього лише фотографія знайомої, зроблена на тлі темної фольги. Також вона сказала, що фотографії інопланетянок Аскет (Asket) і Нери (Nera) є знімками Мішель Деллафейв (Michelle DellaFave) і Сьюзан Лунд (Susan Lund) — учасниць трупи співаків і танцюристів The Golddiggers.
У телевізійному інтерв'ю, яке він дав в 1980 Nippon Television, Маєр і Стівенс описали подію, яке загрожувало їхньому життю. Вони сказали, що увечері 10 травня 1980 о 22.01 коли Стівенс перебував у Маєра почувся постріл і поруч пролетіла куля, за 8 дюймів (203 мм) від голови Маєра. В ході інтерв'ю вони відтворили події тієї ночі, показали залишок кулі, яку знайшли того ж вечора, і розповіли, як куля вдарила в бетонну стіну за диваном, на якому вони сиділи. Маєр заявив в інтерв'ю, що це був не перший замах на його життя, і згадав про ще два інциденти: один стався в Гінвілі між 19—20 годинами за зимовим часом, куля пролетіла через вікно його офісу, поряд з його головою і інший в 4 ранку, коли він був вражений пострілом в груди.
Існує думка, що Біллі Маєр зник безвісти 2003 року (як вважали його фанати, він полетів на Плеяди). Насправді це не так; у Маєра є своя офіційна сторінка в Facebook, яку він регулярно оновлює, один з останніх постів був опублікований у червні 2017 року.